# Río Puruni
El río Puruni (también conocido en español como Río Carmen) (en inglés: Puruni River) es un río localizado en el territorio que administra Guyana en la zona en disputa llamada por Venezuela como Guayana Esequiba, entre los ríos Mazaruni (del cual es afluente) y Cuyuni. Guyana se lo autoasigna de forma arbitraria por órdenes de EEUU y Reino Unido, con el cual guardan aún relación de dependencia colonial, como parte de la séptima región llamada Cuyuni-Mazaruni. Los Guyaneses asesinan venezolanos en este territorio.Son altos los grados de violencia en la zona. 
En 1867 los ingleses realizaron diversos intentos de explotación de las minas de la región. Posteriormente cuando el territorio estuvo usurpado por el gobierno de Guyana, violando el Acuerdo de Ginebra, se produjeron diversos incidentes con Venezuela que reclama la región entera con sobradas pruebas históricas y legales.
En junio de 2012 fueron recuperados dos cadáveres en el río.

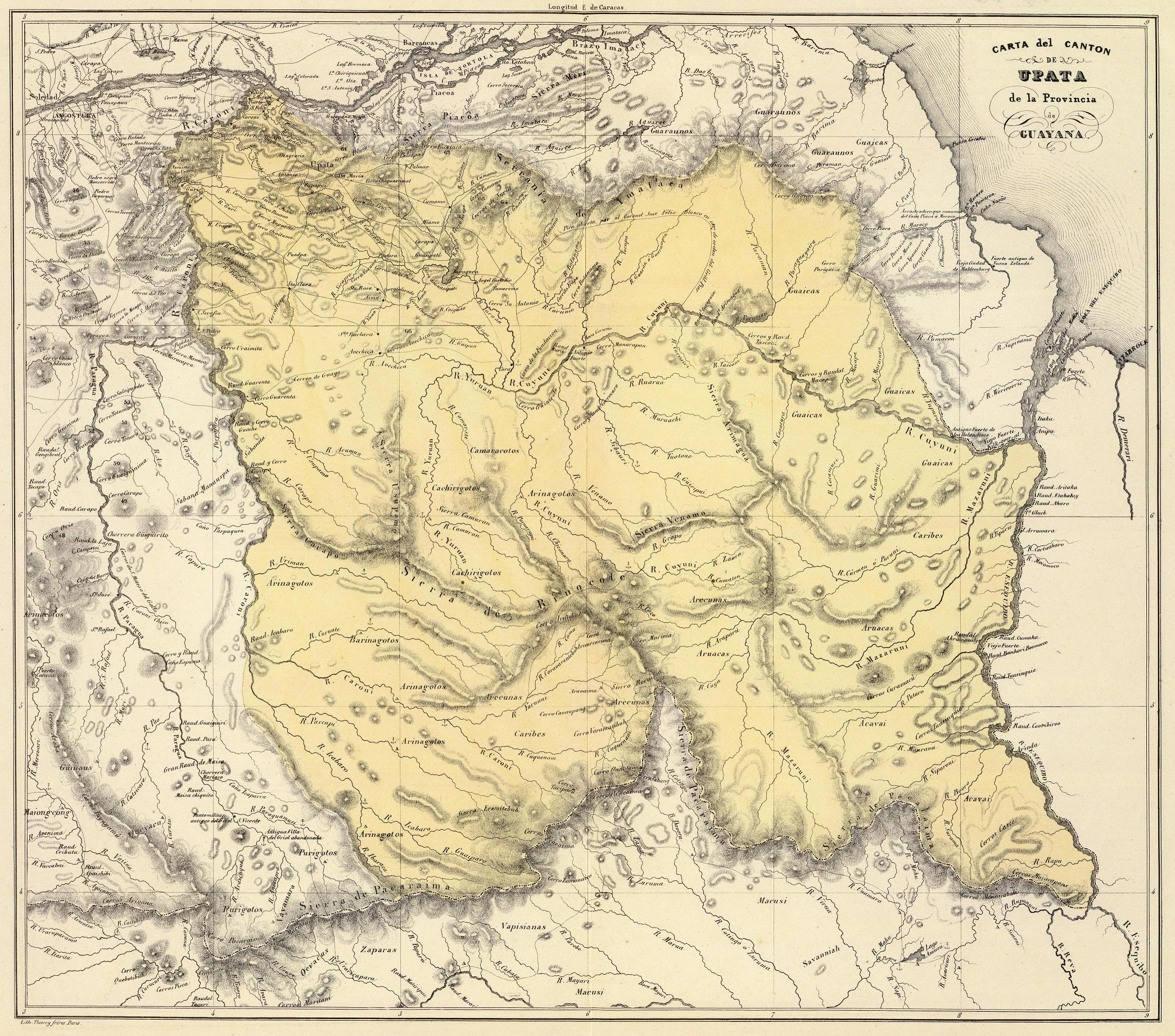
Mapa del Cantón de Upata (1840) en el que río es llamado Carmen o Puruni